# Jeepster (canção)
"Jeepster" é uma canção da banda britânica de rock T. Rex, escrita por Marc Bolan e lançada como single em 5 de novembro de 1971 pela Fly Records como forma de promover o segundo álbum de estúdio do grupo, Electric Warrior. O seu lado B, "Life's a Gas", é retirado do mesmo álbum. Vários artistas gravaram versões cover dela. Ambas as canções foram compostas por Marc Bolan e produzidas por Tony Visconti.

## Lançamento
Originalmente, "Jeepster" e "Life's a Gas" era como um disco limitado e promocional do segundo álbum da banda, Electric Warrior. O disco foi lançado como um single em 5 de novembro de 1971 pela Fly Records.
O single alcançou o segundo lugar na parada musical britânica e foi controverso porque a Fly Records promoveu a canção para atingir um status sem a permissão prévia de Bolan, com Bolan tendo acabado de deixar a Fly para assinar com a EMI Records, lhe dando o controle de seu próprio selo, o T. Rex Wax Co. A faixa alcançou a 28ª posição na Austrália e a 73ª no Canadá.